# Giật cổ ngỗng

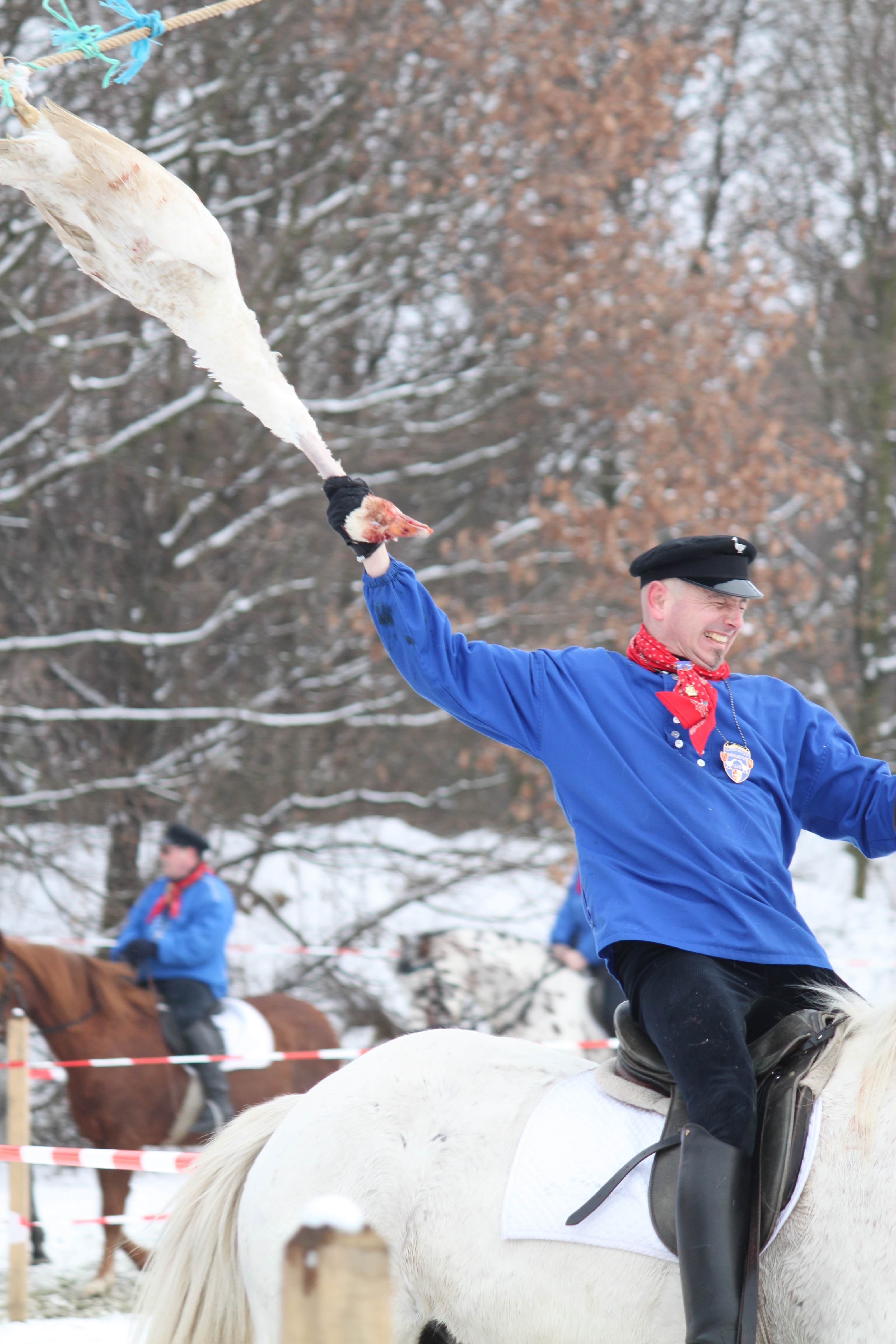
Một người đàn ông đang giật cổ ngỗng ở Đức

Giật cổ ngỗng hay còn gọi là vặn cổ ngỗng (Goose pulling) hay Lễ hội giật đứt cổ ngỗng là một môn thể thao đẫm máu hay lễ hội có ở một số vùng tại châu Âu và Bắc Mỹ như Hà Lan, Tây Ban Nha, Bỉ, Anh, Bắc Mỹ từ thế kỷ XVII đến thế kỷ XIX. Lễ hội này khởi nguồn tại Tây Ban Nha từ thế kỷ XII rồi lan tràn qua châu Âu. Môn thể thao này đặc trưng bởi việc một người đàn ông cưỡi ngựa phi băng qua một cái cổng bằng cọc gỗ rồi với tay giựt mạnh một con ngỗng bị treo trên đầu cổng để cho nó đứt lìa cái đầu và cho đó là đã giành được danh dự và niềm tự hào.

## Tây Ban Nha
Lễ hội giật đứt cổ ngỗng có tên là St James được tổ chức tại làng El Carpio de Tajo, tỉnh Toledo, Tây Ban Nha. Lễ hội này có từ thời Trung Cổ. Lễ hội này có nguồn gốc từ một bài tập huấn luyện quân sự trong thời Trung Cổ, khi người Tây Ban Nha phải chiến đấu giải phóng quê hương khỏi những cuộc chinh phục của người Hồi giáo thông qua phong trào Tái chinh phục. Những người tham gia lễ hội mặc trang phục truyền thống, cưỡi ngựa phi nhanh bên dưới sợi dây treo một con ngỗng. Họ nắm đầu con vật và giật đứt nó khỏi cơ thể. Trước đây, lễ hội sử dụng những con ngỗng còn sống nhưng nhiều năm gần đây thay bằng ngỗng đã chết.
Tại lễ hội St James, những gười tham gia cưỡi ngựa phi nhanh qua sợi dây treo con ngỗng, nắm lấy đầu và giật đứt khỏi thân con vật nhằm tìm kiếm "danh dự và tự hào" cho gia đình, những người đàn ông cười sảng khoái khi giật thành công đầu con ngỗng khỏi thân. Những người tham gia đua ngựa, cùng nhau cố gắng đến gần con ngỗng. Những con ngựa cũng được trang trí đẹp mắt. Nhiều tổ chức bảo vệ động vật phản đối việc tổ chức lễ hội nhất là Tổ chức bảo vệ PETA đã đứng ra bênh vực quyền động vật cho loài ngỗng. Tuy nhiên, lễ hội vẫn được tổ chức vì được tin rằng người giật đứt lìa đầu ngỗng sẽ mang lại "danh dự và tự hào" cho gia đình. Rất đông du khách đến tham dự lễ hội St James. Cả đàn ông và phụ nữ đều có thể tham gia cuộc đụa giật đầu ngỗng.